# Masdar (Arabisch)
Een masdar (Arabisch: مصدر) in het Arabisch is een verbaal substantief. De masdar wordt afgeleid van een werkwoord.
Voorbeelden:
- الوصول (al-waSul: de aankomst), van het werkwoord وصل (waSala: aan-/toekomen)
- التنظيف (at-tanThif: de schoonmaak), van het werkwoord نظف (naThaffa: schoonmaken)
- الانطلاق (al-inTilāq: het vertrek), van het werkwoord انطلق (inTalaqa: vertrekken)

Bij werkwoorden van vorm I is er geen regel voor het vormen van de masdar: in de praktijk moet men ze dus geval per geval leren. Bij vorm II, vorm IV en hoger is er per vorm één enkele regel voor de afleiding. Bij vorm III zijn er twee mogelijke afleidingen. Ook zijn er enkele uitzonderingen.
In het Arabisch gebruikt men de masdar veelvuldig, onder andere vanwege de eenvoud. Voorbeeld, om te zeggen "ik houd van studeren" kan men kiezen uit een constructie met een werkwoord en een met een masdar:
- أحب أن أدرس (Uhibb an adrus): met werkwoord, waarbij "adrus" op zichzelf staand betekent: "ik studeer"
- أحب الدراسة (Uhibb addirāsa): met masdar, waarbij "addirāsa" de masdar is, letterlijk "het studeren"